# Пайн-Ридж (індіанська резервація)
Пайн-Ридж (англ. Pine Ridge Indian Reservation) — індіанська резервація племені оглала, розташована в південно-західній частині штату Південна Дакота, США.

## Географія

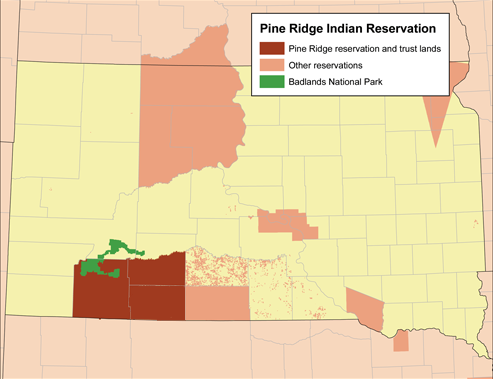
Пайн-Ридж

Пайн-Ридж — восьма за площею індіанська резервація в США. Вона займає територію площею 8984,3 км2 або 3468 тис. кв. миль, що більше, ніж штати Делавер і Род-Айленд разом. Територія резервації Пайн-Ридж охоплює округ Оглала-Лакота і частину округів Джексон і Беннетт.

## Демографія
2017 року населення резервації становило близько 40 000 осіб. Більшість оглала проживає в Пайн-Ридж. Близько 80 % жителів резервації є безробітними.
Коефіцієнт дитячої смертності в 5 разів вищий, ніж у середньому по країні. Середня тривалість життя в Пайн-Ридж є однією з найнижчих в Америці і становить 48 років у чоловіків і 52 роки у жінок, нижче тільки в Гаїті.